# Sukedachi Nine
Sukedachi Nine - Assistente vendicatore (助太刀09?, Sukedachi 09) è un manga scritto e disegnato da Seishi Kishimoto e pubblicato su Gangan Comics da ottobre 2014 a luglio 2016. Conta in totale 25 capitoli raccolti in cinque volumi. In Italia la serie è stata pubblicata da Star Comics nella collana Wonder dal 12 ottobre 2016 all'8 marzo 2017.

## Trama
Poiché i crimini in Giappone aumentano, con tassi criminali alle stelle, il governo decide di attuare leggi più severe nei confronti dei peggiori criminali. Ma i criminali non si fermano, nemmeno con la promessa di pena di morte; così si riporta in auge una legge del XIX secolo, detta legge sulla vendetta. Ora le vittime possono impiegare un ente governativo per catturare l'assassino e fargli rivivere l'esatta sequenza con la quale esso ha commesso l'omicidio. Yuji Yamagishi è il settimo membro delle forze speciali Sukedachi Nine, dove ciascun membro è stato scelto per far rispettare la legge della vendetta, essendo loro stessi stati vittime di terribili crimini in passato.

## Personaggi
- Yamagishi, Yuuji
- Koizumi, Ryouko
- Sakurada, Kazunari

## Volumi
| Nº | Titolo italiano Giapponese 「Kanji」 - Rōmaji | Data di prima pubblicazione | Data di prima pubblicazione |
| Nº | Titolo italiano Giapponese 「Kanji」 - Rōmaji | Giapponese                  | Italiano                    |
| 1  | Sukedachi Nine - Assistente vendicatore 1 「助太刀09 1」 - Sukedachi 09 1 | 30 luglio 2015              | 12 ottobre 2016             |
| 1  | Capitoli - mirror:1 il legame - mirror:2 la trappola - mirror:3 side-a Ryoko (1ª parte) - mirror:4 side-a Ryoko (2ª parte) - mirror:5 il viso                                                                       |                             |                             |
| 2  | Sukedachi Nine - Assistente vendicatore 2 「助太刀09 2」 - Sukedachi 09 2 | 30 luglio 2015              | 9 novembre 2016             |
| 2  | Capitoli - mirror:6 primavera - mirror:7 l'arma del delitto - mirror:8 il fiore - mirror:3 side-b Kota (1ª parte) - mirror:4 side-b Kota (2ª parte)                                                                 |                             |                             |
| 3  | Sukedachi Nine - Assistente vendicatore 3 「助太刀09 3」 - Sukedachi 09 3 | 21 novembre 2015            | 7 dicembre 2016             |
| 3  | Capitoli - mirror:9 rosso (1ª parte) - mirror:10 rosso (2ª parte) - mirror:11 un viso sorridente - mirror:12 fronte e retro (1ª parte)                                                                              |                             |                             |
| 4  | Sukedachi Nine - Assistente vendicatore 4 「助太刀09 4」 - Sukedachi 09 4 | 22 marzo 2016               | 11 gennaio 2017             |
| 4  | Capitoli - mirror:13 fronte e retro (2ª parte) - mirror:14 Yuji (1ª parte) - mirror:15 fronte e retro (3ª parte) - mirror:16 giustizia e male - mirror:17 la ferita al dito - mirror:2.5 gli assistenti vendicatori |                             |                             |
| 5  | Sukedachi Nine - Assistente vendicatore 5 「助太刀09 5」 - Sukedachi 09 5 | 21 settembre 2016           | 8 marzo 2017                |
| 5  | Capitoli - mirror:18 Yuji (2ª parte) - mirror:19 HELL - mirror:20 lo specchio - mirror:21 Yuichi - last mirror anima                                                                                                |                             |                             |